# 킨: 더 비기닝
《킨: 더 비기닝》(Kin)은 미국에서 제작된 조쉬 베이커, 조나단 베이커 감독의 2018년 미스터리, 액션 영화이다. 마일스 트루잇 등이 주연으로 출연하였고 제프 아르쿠스 등이 제작에 참여하였다. 이 영화는 2018년 8월 31일 라이언스게이트에 의해 미국에 개봉되었다.

## 출연

### 주연
- 마일스 트루잇 : 일라이 솔린스키 역
- 잭 레이너 : 지미 솔린스키 역
- 조 크라비츠 : 밀리 역
- 데니스 퀘이드 : 할 솔린스키 역

### 조연
- 제임스 프랭코 : 테일러 역
- 캐리 쿤 : 모건 역
- 이안 매튜스 : 스닉 역
- 로마노 오자리 : 리 제이콥스 역
- 개빈 폭스 : 더치 역
- 칼리 비버리 : 오드리 역
- 스테판 가르노-몬텐 : 레미 역
- 루카스 페나 : 빅 맨 역
- 칼리드 클라인 : 하산 역
- 브리 와실렌코 : 비너스 역
- 마이클 B. 조던 : 남성 클리너 역
- 밀튼 반스 : 안내 카운슬러 역
- 마이크 츄트 : 리의 헤비 역
- 닐 데이비슨 : 리의 헤비 역

## 기타
- 협력프로듀서: 챈델 케이디스척
- 협력프로듀서: 보 셴
- 협력프로듀서: 스싱 저우
- 사운드슈퍼바이저: 데이비드 맥컬럼
- 미술: 에단 토브맨
- 세트: 메리 커클랜드
- 의상: 리 칼슨
- 배역: 사라 케이
- 배역: 제니 루이스
- 배역: 로리 버그만